# Nick Matthew
Nicholas Matthew (* 25. července 1980 Sheffield) je profesionální hráč squashe. Je dvojnásobný vítěz British Open z let 2006 a 2009 a dvojnásobný vítěz Mistrovství světa družstev. Ve světovém žebříčku PSA je od roku 1997, jeho nejvyšší umístění je 1. místo v červnu 2010. Jako junior v roce 1999 vyhrál juniorské British Junior Open a v roce 1998 hrál semifinále juniorského mistrovství světa. Jeho trenérem je David Pearson.
V roce 2015 byl vyznamenán Řádem britského impéria.